# Capitolazioni di Santa Fe
Le Capitolazioni di Santa Fe sono una capitolazione di conquista scritta dai monarchi cattolici (Ferdinando II d'Aragona e Isabella di Castiglia) il 17 aprile 1492 nella città di Santa Fe, alla periferia di Granada, che include gli accordi raggiunti con Cristoforo Colombo in merito alla sua richiesta di finanziamento della spedizione per raggiungere le Indie navigando verso ovest.
Nel documento, a Cristoforo Colombo vengono concessi i titoli di ammiraglio del Mare Oceano, viceré e governatore generale di tutti i territori eventualmente scoperti nel viaggio, così come la decima parte di tutte le merci che avrebbe trovato o guadagnato nei luoghi conquistati. Il testo è stato scritto dal segretario Juan de Coloma e l'originale, ora perduto, è stato firmato dai due monarchi. Le Capitolazioni di Santa Fe significarono una distribuzione anticipata tra Colombo e i monarchi cattolici dei benefici che avrebbe portato l'eventuale scoperta della rotta per le Indie occidentali, poi rivelatasi la scoperta del Nuovo Mondo. Con questi benefici, Colombo raggiunse una rapida ascesa sociale, entrando a far parte della nobiltà di corte.
C'è polemica su vari aspetti delle Capitolazioni. Durante le cause colombiane se ne discusse la natura giuridica: mentre gli eredi di Colombo affermavano che rappresentava un contratto vincolante, la Corona difese che si trattava di una mera concessione revocabile; la questione continua ad essere dibattuta oggi. D'altra parte, il titolo del documento afferma che Colombo "ha scoperto" certe terre, il che ha fornito argomenti a quelli a favore di una pre-scoperta dell'America prima del 1492. Altri aspetti del testo che hanno dato luogo a interpretazioni contrastanti sono il trattamento di un "dono" concesso a Colombo e la concessione immediata di titoli, che contrastano con una concessione successiva, il Provvedimento Reale del 30 aprile 1492, che condiziona i titoli all'effettiva scoperta di nuove terre e non usa il termine "dono" quando menziona Colombo. Ciò ha dato origine alla teoria secondo cui il documento potrebbe essere stato modificato nel 1493 dopo il ritorno di Colombo dal suo primo viaggio nelle Indie.

## Testo e traduzione

### Introduzione
Il documento, di cui si conservano diverse copie, inizia menzionando i due motivi per cui i re concedono a Cristoforo Colombo "le cose per cui ha chiesto il finanziamento": in primo luogo a causa di "ciò che ha scoperto" nell'Atlantico e in secondo luogo a causa del viaggio che egli presto intraprenderà. Il testo chiama i re "vostra altezza", il che suggerisce che sia stato redatto da Colombo e che la Corona si sia limitata ad approvarlo. 
Il testo, secondo la versione conservata negli Archivi della Corona d'Aragona, è il seguente:

### Capitolazioni
Di seguito sono elencati in cinque punti, chiamati "capitoli" all'epoca (da cui "capitolazioni"), i titoli ed i privilegi concessi a Colombo. Alla fine di ciascuna di esse si legge «Plaze a su aztezas. Juan de Coloma.»

#### Capitolo 1
La vita e il titolo ereditario di ammiraglio di tutte le "isole e continenti" che Colombo scoprì o conquistò "per mano o per industria" nei "mari oceanici". Per specificare quali erano le attribuzioni di questo titolo, si specifica che sarebbero le stesse di Alonso Enríquez de Quiñones, 20° ammiraglio maggiore di Castiglia morto nel 1485. La famiglia Enríquez aveva raggiunto una grande importanza nella società castigliana del tempo e le responsabilità del posto di ammiraglio erano, almeno in teoria, molto ampie: era il capo di tutte le flotte di guerra e dei cantieri navali, nonché amministratore della giustizia in mare e nei porti. In pratica né Colombo né la Corona sapevano esattamente nel 1492 quali erano i poteri e i privilegi degli ammiragli di Castiglia:
Plaze a su aztezas. Juan de Coloma.»
Piace alle loro altezze. Juan de Coloma.»

#### Capitolo 2
I titoli di viceré e governatore di dette terre, che includevano il diritto di presentare alla Corona una lista di candidati per ogni carica di governo. Il documento non specifica le attribuzioni di queste posizioni o se saranno ereditarie o meno. Questa ambiguità sarebbe stata chiarita nelle successive lettere di privilegio
Plaze a su aztezas. Juan de Coloma.»
Plaze a su aztezas. Juan de Coloma.»

#### Capitolo 3
Il 10% di tutti i guadagni economici che sono stati generati nei territori del suo Ammiragliato (il restante 90% è rimasto per la Corona). Questa clausola era molto diversa dalla pratica abituale, che era che il capitolare finanziò lui stesso la sua spedizione e con la merce ottenuta coprì prima le sue spese e poi gli diede una tassa del 20% sui profitti alla Corona (il "quinto reale"). Si ritiene che l'eccezione nelle capitolazioni di Santa Fe sia dovuta al fatto che fu la Corona a finanziare il viaggio di Colombo.
Plaze a su aztezas. Juan de Coloma.»
Plaze a su aztezas. Juan de Coloma.»

#### Capitolo 4
L'autorità per Colombo, o per un luogotenente da lui nominato, per giudicare le cause commerciali che hanno origine nella società. In questo caso, una frase è stata aggiunta al "Plaze a su hautes" che ha condizionato questo diritto al fatto che l'aveva avuto anche l'ammiraglio Enríquez: "si pertenece al dicho officio de almirante segunt que lo tenia el dicho almirante don alonso enriquez, quondam, y los otros sus antecessores en sus districtos y siendo justo" ("Se appartiene al detto ufficio di ammiraglio secondo il detto ammiraglio Don Alonso Enriquez aveva esso, quondam, e gli altri i loro antenati nei loro distretti ed essendo onesti. " In pratica, Colombo non ha mai esercitato questo diritto
Plaze a su aztezas. Juan de Coloma.»
Plaze a su aztezas. Juan de Coloma.»

#### Capitolo 5
Infine, l'opzione, ma non l'obbligo, di contribuire con un ottavo delle spese di un'eventuale spedizione futura, in cambio della successiva ricezione di un'analoga parte dei benefici ottenuti. Gli storici non sono d'accordo sul fatto che Colombo abbia mai esercitato questa opzione
Plaze a su aztezas. Juan de Coloma.»
Plaze a su aztezas. Juan de Coloma.»

### Data e firme
Il testo si conclude indicando il luogo e la data in cui il documento è stato firmato:
Le copie conservate includono poi le frasi "yo el Rey" e "yo la Reyna" per indicare che l'originale era stato siglato da entrambi i monarchi, così come il nome dell'editore, Juan de Coloma, che era il segretario del re. Infine, alcune copie indicano che il documento è stato registrato da "Calçena", cioè il cancelliere della cancelleria di Aragona Juan Ruiz de Calcena.